# Maddie Taylor
Maddie Taylor, född 31 december 1966 som Matthew William Taylor, är en amerikansk röstskådespelare, storyboard-artist och komiker, känd för rösten som Smittelinus Skabbsvans (Verminious Snaptrap) i T.U.F.F. Puppy och som Sparky i The Fairly OddParents, samt för flera röster i Boog & Elliot – Vilda vänner (originaltitel: Open Season).

## Privatliv
Taylor kom ut offentligt år 2016 som en bisexuell transkvinna.